# Horst Schweimler (Heimatforscher)
Horst Schweimler (* 9. Januar 1927 in Hannover; † 5. November 2006) war ein deutscher Verleger und Heimatforscher.

## Leben

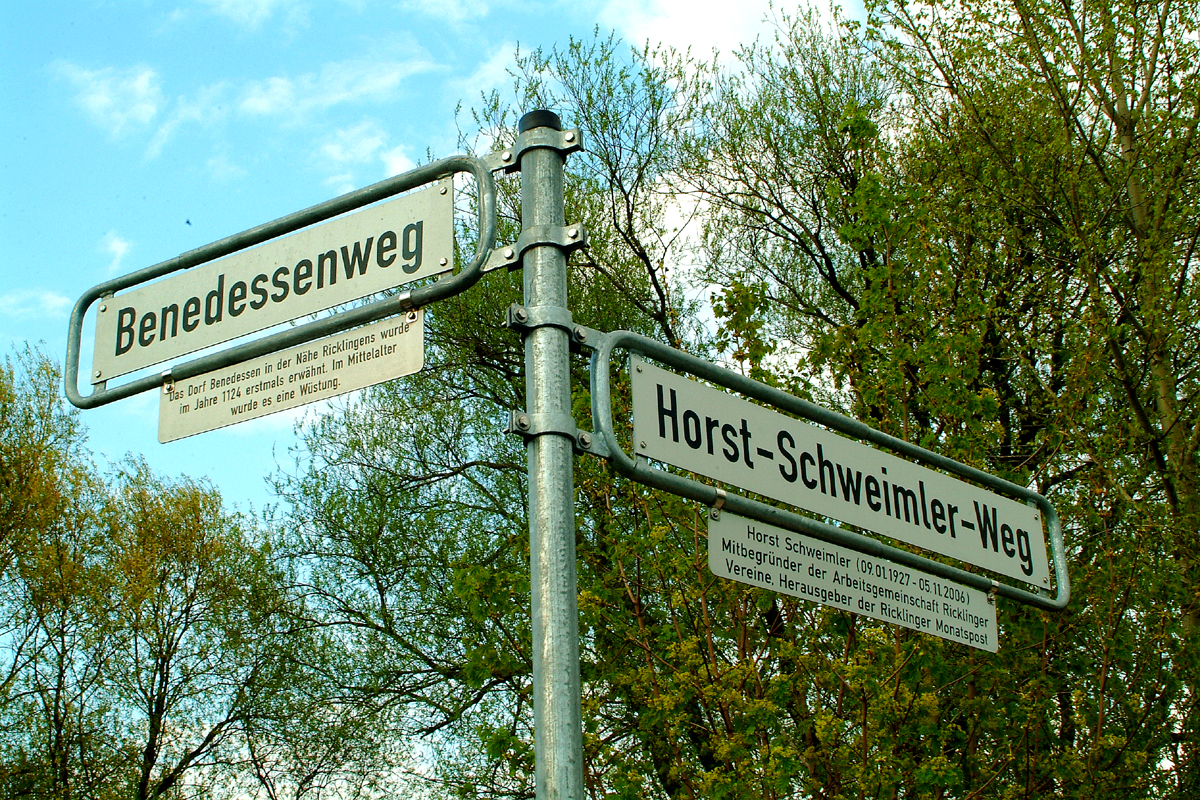
Straßenschild Horst-Schweimler-Weg mit gesonderter Legendentafel am Schnittpunkt mit dem Benedessenweg

Horst Schweimler gab ab 1955 das „für Unternehmer und Einkaufstätten“ regional ausgerichtete Anzeigenblatt Ricklinger Monatspost heraus, das zugleich als Sprachrohr der ansässigen Bürger fungierte. Ab April 1968 erschien auch die von Schweimler herausgegebene Stadtteilzeitung Lindenblatt. Der Heimatforscher war außerdem eines der Gründungsmitglieder der Arbeitsgemeinschaft Ricklinger Vereine und Mitbegründer der Interessengemeinschaft Ricklingen.
Er war verheiratet mit Dagmar Schweimler.

## Ehrungen
Im Jahr 2007 beschloss die Ratsversammlung der niedersächsischen Landeshauptstadt auf Anregung des Stadtbezirksrates Ricklingen einstimmig, einen Teil der am Deichtor beginnenden und bis zur Wegekreuzung Am Beekestrand führenden Düsternstraße als Horst-Schweimler-Weg zu benennen, um Schweimler so „in unmittelbarer Nähe zu seinen Wirkungsorten“ zu ehren. In der Begründung hieß es, er habe „von 1950 an in den [hannoverschen] Stadtteilen Ricklingen und Oberricklingen sowie im gesamten Stadtbezirk das Bürgerbewusstsein für die dortigen Wohnbereiche“ gestärkt. Durch die Umbenennung änderte sich die Postadresse des Sportplatzes des Deutschen Rugby-Clubs Hannover.
Die Hannoversche Allgemeine Zeitung nannte Schweimler 2017 ein „Original“, das auch Jahre nach seinem Tod im Stadtteil unvergessen geblieben sei, da er in die Ricklingen-Revue „Was war, ist nicht vorbei!“ von Hans Zimmer aufgenommen worden war.

## Schriften (Auswahl)
- Ricklingen. Ein Dorf – zwei Stadtteile in Hannover. Seine Geschichte – seine Menschen. Fackelträger, Hannover 1986, ISBN 978-3-7716-1466-9 und ISBN 3-7716-1466-X; Inhaltsverzeichnis.[5]